# Brundibár
Brundibár és una òpera en dos actes composta el 1939 per Hans Krása sobre un llibret en txec d'Adolf Hoffmeister. Es va estrenar el 1943 al Theresienstadt de Terezín.

## Context temporal

### Temps de guerres
Acabada la Primera Guerra Mundial i amb el tractat de Versalles 1919, l'Alemanya derrotada és declarada culpable del conflicte i se li volen fer pagar les despeses i danys produïts. Els anys següents porten a Alemanya una etapa de recessió econòmica i caresties alimentàries. Tot plegat crea una situació de malestar i odi vers altres territoris europeus, creixent el sentiment nacionalista i, amb ell, un ascens del feixisme i el nazisme.
El nazisme entenia que, per naturalesa, les races més fortes s'havien d'imposar per sobre d'aquelles més dèbils. Van definir la “seva” raça ària, la raça germànica, pels cabells rossos, ulls blaus, altura destacada, crani allargat... i valors nobles com ara l'honor, l'amor i la llibertat. Es veien com una raça privilegiada creadora de cultura. Per oposició van definir l'”anti-raça” com a destructora i degenerada.
Amb la Segona Guerra Mundial i la supremacia del “Gran Imperi alemany” dins d'Europa, aquest antisemitisme s'estén i es porta al límit. Es pretén exterminar aquesta raça, ja aleshores escampada per tot el territori europeu. Els jueus són perseguits i recollits en camps de concentració en condicions inhumanes per acabar essent eliminats de les maneres més atroces.
Aquest Holocaust (denominat “catàstrofe” pels jueus i “solució final” pels nazis) va acabar amb uns 6.000.000 de vides jueves, 1.000.000 de les quals eren nens. El rebuig a aquest flagrant antisemitisme, prenent com a protagonistes aquells més afectats, (encara que d'una manera metafòrica) serà el principal motiu de l'obra que estem contextualitzant: Brundibár.

### La cultura "degenerada"

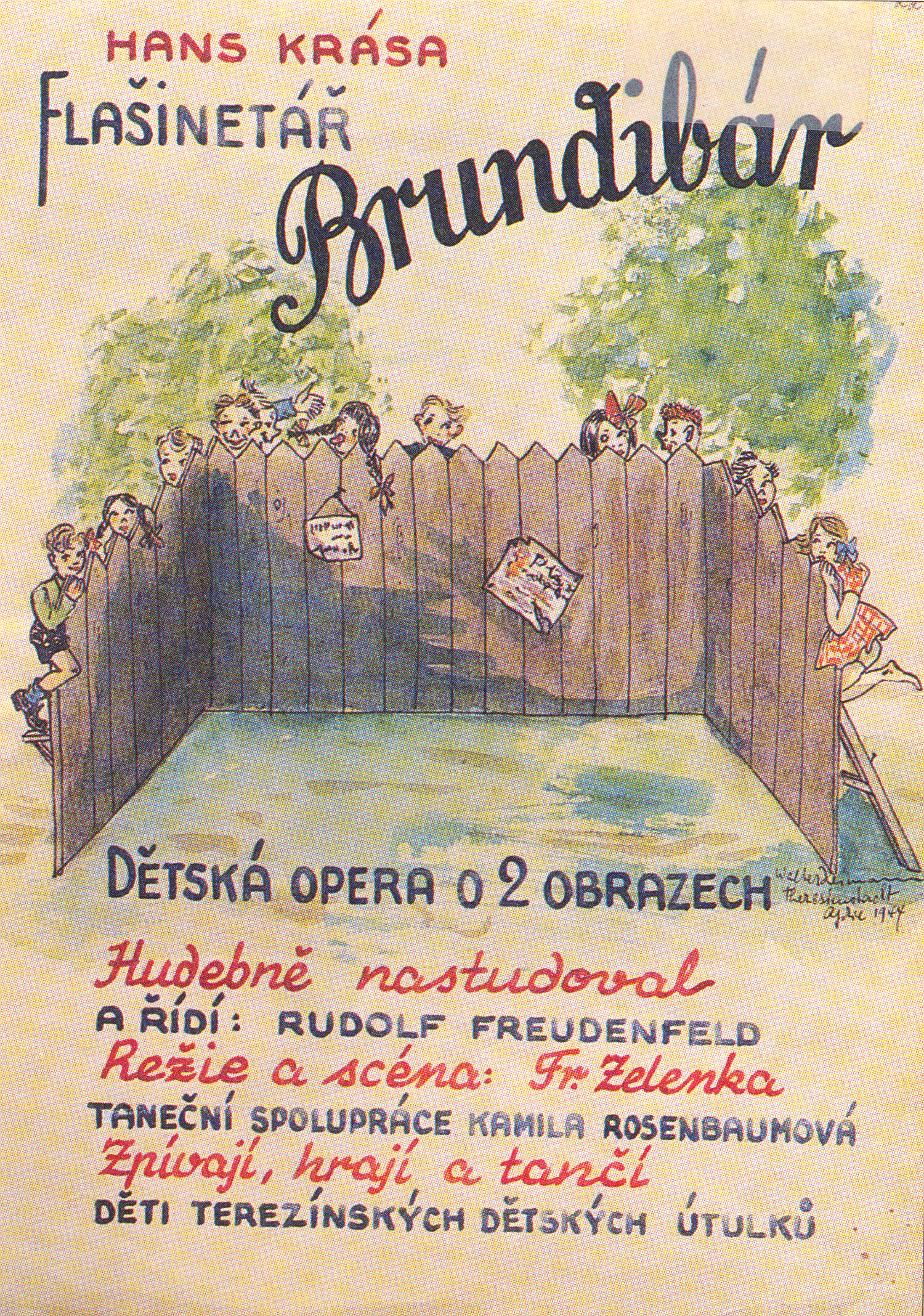
Cartell anunciant la representació de Brundibár a Terezín, 1944

En la línia de l'antisemitisme presentat al punt anterior, a finals dels anys trenta del segle xx, els jueus van ser privats d'assistir a qualsevol tipus de concert, projecció o representació teatral, fins i tot tenien prohibit obtenir cap mena d'aparell reproductor de música. És estrany, doncs, pensar que en aquells temps els jueus poguessin aspirar a participar en algun tipus d'actuació o de manifestació artística, i molt menys en la producció del seu propi art, qualificat com a degenerat i immoral. Podien participar en orquestres i cors promoguts per la comunitat nazi, i eren obligats a tocar com a benvinguda dels nous presoners dels camps de concentració i, fins i tot, mentre alguns vivien els últims minuts de les seves vides. Utilitzaven l'art com una eina més de repressió i tortura, obligant els jueus a cantar músiques antisemites per entretenir els soldats. L'activitat artística, i sobretot musical, a favor del nazisme era un camí a seguir pels jueus més desafavorits per tal de mantenir-se en vida. Per altra banda, ocasionalment feien representacions secretament a les barraques dels camps, escrivien obres amb característiques satíriques, missatges d'esperança, llibertat... però a Terezín era un punt diferent.
Va ser promocionat com un “paradís per als jueus”, fent-ne propaganda com un balneari ple de luxes, “un regal extraordinari per als jueus” per part del Führer. Alguns dels seus reclusos, després d'aconseguir infiltrar els seus respectius instruments dins del recinte, van aconseguir fer-hi concerts adreçats als integrants del camp. Ho feien clandestinament fins al 1942, quan el nazisme va veure el potencial propagandístic de l'activitat musical dels presos. L'art i la cultura van esdevenir uns més dels “luxes” característics de Terezín, essent reconegut, aleshores, per la seva humanitat i espiritualitat.

## Theresienstad
Durant els anys 30, Hitler havia manifestat en diverses ocasions les seves intencions pel que fa a la invasió de Txecoslovàquia. No és d'estranyar que fos una de les primeres coses que va fer un cop començada la Segona Guerra Mundial.
Theresienstad va ser fundat el 22 de setembre de 1784 com a caserna militar per l'emperador austríac Josef II. El va anomenar en honor de la seva mare, l'emperadriu Maria Theresa, i va servir de base militar dels diferents estats als quals va pertànyer fins a l'any 1938, moment en el qual va passar a mans dels alemanys i va canviar completament la seva trajectòria. L'octubre de 1941, es va encomanar la feina d'establir-hi un camp-ghetto al primer tinent de la SS, i al cap d'un mes ja van arribar-hi els primers mil jueus, condemnats a remodelar amb les seves pròpies mans el lloc on passarien la resta dels seus dies.
Durant els seus tres anys i mig de funcionament, el camp de Theresienstad va respondre a diferents usos. Primer va actuar com a camp de transició per a recloure jueus txecs abans de ser enviats als diversos camps d'extermini, concentració o treball. Després va ser un camp de treball on hi portaven jueus d'edat i capacitats físiques adequades per a fer les feines a les quals estaven obligats. Durant aquesta etapa s'hi deportaven també personalitats artístiques i culturals per a la propaganda del centre i del Reich. Finalment va tornar a ser un simple lloc de pas on s'esperava que els reclusos morissin abans de ser enviats als camps d'extermini.

## Altres qüestions
La primera versió de Brundibár, presentada al concurs, va ser prohibida a Praga, moment en què Krasá va ser enviat a Theresienstad. Més endavant hi van anar a parar també alguns dels nens que havien estat assajant-la i van portar una reducció de piano amb ells al camp. Allà, el compositor la va reorquestrar de nou per als instrumentistes dels quals disposaven, alguns dels quals eren artistes destacats a l'època com Karel Fröhlich (violinista) i Gideon Klein (pianista).
Es va representar per primera vegada el 23 de setembre de 1943, arribant a les 55 representacions al cap d'un any. Va tenir gran èxit i alguns fragments van ser filmats per a la pel·lícula propagandística “El Führer dona una ciutat als jueus”. Després d'això, la majoria de participants de les actuacions i el mateix compositor van ser enviats a Auschwitz.
L'òpera va caure en l'oblit fins que va ser redescoberta a mitjans dels anys 80, juntament amb altres de les obres de Krása.

## Usos, funcions i connotacions

### Brundibár en el seu dia
El missatge de Brundibár apareix com a clara resposta a l'entorn en el qual va ser composta però, de totes maneres, no hi apareix cap referència explícita a l'Holocaust. L'escena es desenvolupa com una faula protagonitzada per dos nens i uns animals que s'enfronten a un malvat organista de carrer (representació de Hitler) que vol dominar la ciutat. Finalment guanyen els protagonistes, una victòria que simbolitza el desmantellament del Tercer Reich, així com l'esperança i l'anhel de llibertat del poble jueu. Així, l'obra va saber arribar perfectament al públic al qual es volia dirigir, un públic necessitat de justícia i respecte cap als drets humans. Tenim alguns testimonis en primera persona del que va suposar la seva interpretació:
- “Brundibár was a gift for our lost childhood; because in Brundibár we could be children” - Anna Hanušová, born Flachová.

- “Brundibár was optimism, Brundibár was adrenalin, Brundibár was our home, Brundibár restored our normal selves.” - Eva Erbenová, born Levitová.

### Brundibár avui
Actualment Brundibár és normalment interpretada en contextos educatius, d'estudiants de música o músics amateurs. Els usos de l'obra han canviat lleugerament des dels inicis: si al principi s'utilitzava com a reivindicació d'uns drets i com a exaltació de l'afany de llibertat d'un poble reprimit, actualment s'utilitza com a acte memorial, commemoratiu, per parlar als nens de l'Holocaust, com a reforç per a l'ensenyament de la història o com a debat sobre els valors humans.